# 罗凯罗堡
罗凯罗堡（義大利語：Castel Rocchero）是意大利阿斯蒂省的一个市镇。总面积5.64平方公里，人口402人，人口密度71.3人/平方公里（2009年）。ISTAT代码为005032。